# Schmelz (Saar)
Schmelz ist eine Gemeinde im saarländischen Landkreis Saarlouis.

## Geographie

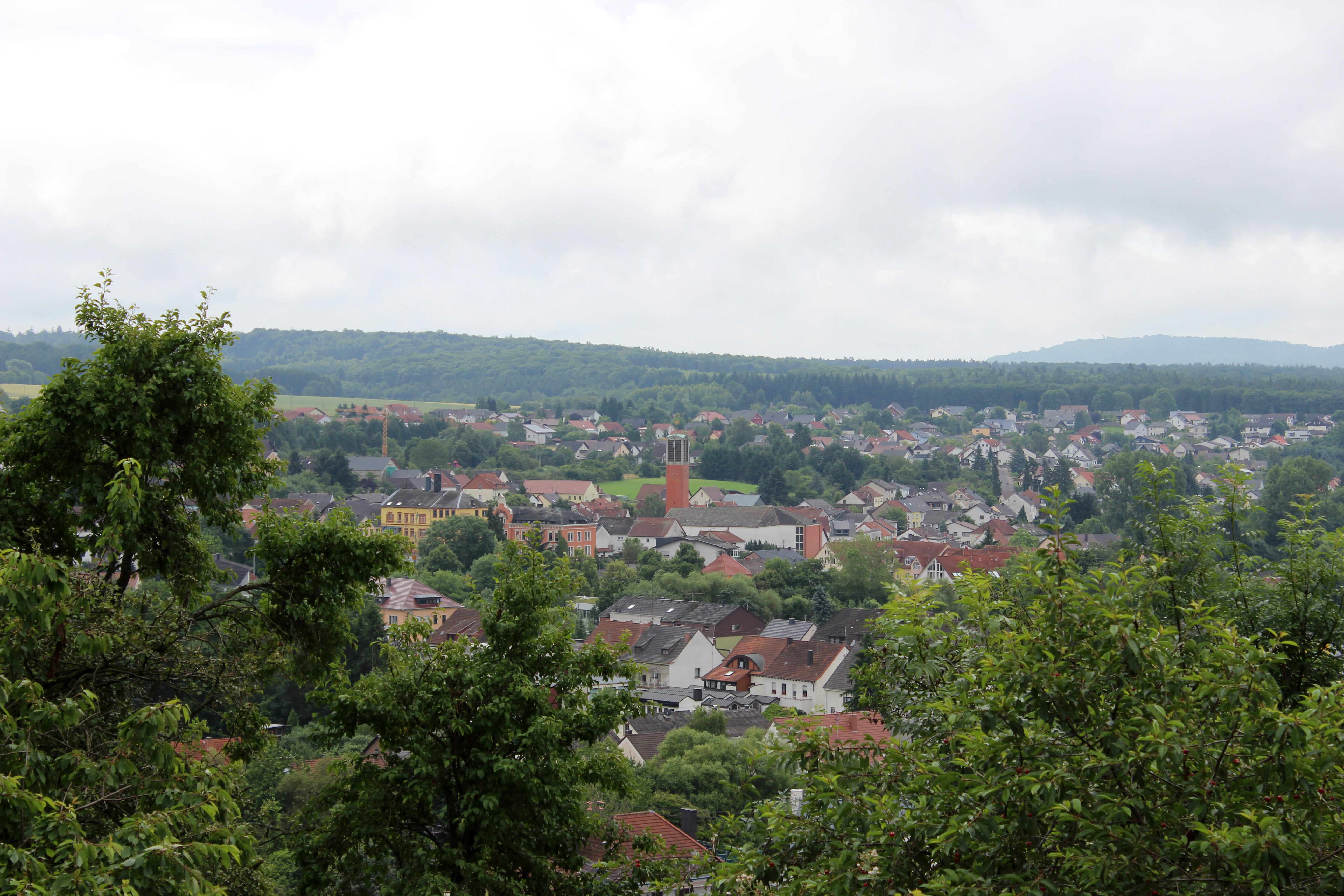
Blick vom Himmelberg auf Schmelz

Schmelz liegt im nordsaarländischen Berg- und Hügelland (200 bis 430 m ü. NN) an der Prims. Es ist die bevölkerungsreichste Gemeinde des nördlichen Saarlandes (16.481 Einwohner, Stand 14. Jan. 2022).

### Nachbargemeinden
Folgende Gemeinden grenzen an Schmelz: Beckingen (MZG), Wadern (MZG), Nalbach (SLS), Lebach (SLS), Tholey (WND), Losheim am See (MZG).

## Gemeindename
Die Gemeinde Schmelz hat ihren Namen von der Bettinger Schmelz, einer früheren Eisenschmelze, die 1686 von der französischen Familie de Lenoncourt gegründet wurde. Charles Henry Gaspard de Lenoncourt († 1713) erhielt vom französischen König Ludwig XIV. eine Hüttenkonzession für seine Herrschaft in Dillingen, zu der auch Bettingen gehörte. Die Hütte lag am Ufer der Prims und bestand zeitweise aus zwei Schmelzöfen, einem Pochwerk und einer Gießerei für Takenplatten und Haushaltsgegenstände. Das Erz kam aus dem Tagebau im Gebiet um Lebach, Gresaubach und Rümmelbach, die Holzkohle kam aus der waldreichen Umgebung, und die Wasserkraft der Prims wurde zum Antrieb der Maschinen genutzt. Nach der Umstellung von Holzkohle auf Koks gab es zu viele Standortnachteile, da die Kohle aus den weiter entfernten saarländischen Kohlegebieten herangeschafft werden musste, so dass die Hütte 1868 geschlossen wurde.

### Gemeindegliederung
Der Ort gliedert sich in Schmelz (Außen und Bettingen mit Goldbach und Schattertriesch), Hüttersdorf (mit Buprich), Limbach, Michelbach, Primsweiler und Dorf im Bohnental.

## Geschichte
Die Gemeinde Schmelz besteht erst seit dem 1. April 1937. Am 1. Januar 1974 kamen die bisher selbständigen Gemeinden Dorf, Hüttersdorf, Limbach (Kreis Saarlouis), Michelbach und Primsweiler hinzu. Dorf im Bohnental im Norden der Gemeinde und Primsweiler im Süden gehörten vor 1789 zur Herrschaft Dagstuhl; in Hüttersdorf und Michelbach waren die von Hagen zur Motten hälftige Grundherren: in Michelbach zusammen mit dem lothringischen Herzog, in Hüttersdorf mit denen von Dürckheim (Nassau-Saarbrücken lehnsrührig); Außen, Bettingen und Limbach gehörten bis 1787 zum Herzogtum Lothringen, danach bis kurz nach der Französischen Revolution zu Pfalz-Zweibrücken.

## Politik

### Gemeinderat
Nach den Kommunalwahlen vom 9. Juni 2024 setzt sich der Gemeinderat mit 33 Sitzen wie folgt zusammen:
- SPD: 14 Sitze (−1)
- CDU: 11 Sitze (−2)
- GRÜNE: 1 Sitz (−1)
- FDP: 1 Sitz (±0)
- LINKE: 1 Sitz (−1)
- FL Schmelz: 5 Sitze (+5)

### Bürgermeister
| Amtszeit               | Name                |
| ---------------------- | ------------------- |
| bis 1991               | Konrad Steffen, CDU |
| 1991 bis Oktober 2019  | Armin Emanuel, SPD  |
| Oktober 2019 bis heute | Wolfram Lang, SPD   |

Beigeordnete
•  1. Beigeordneter: Nicolas Lorenz (CDU)
•  2. Beigeordneter: Uwe Petry (FDP)
•  3. Beigeordneter: Andy Jakobs (FL Schmelz)

### Ortsvorsteher
- Schmelz: Thomas Lamberti (SPD)[8]
- Hüttersdorf: Lukas Zapp (CDU)
- Limbach: Rita Collmann (CDU)
- Primsweiler: Stefanie Sauer (SPD)
- Michelbach: Frank Edlinger (SPD)
- Dorf im Bohnental: Thomas Gros (CDU)

### Wappen
Die Blasonierung lautet: „In Silber ein durchgehendes gekerbtes rotes Kreuz, überdeckt mit einem Herzschild, darin in Silber auf grünem Boden ein silbergefugter schwarzer Schmelzofen mit rotem Abstich und oben herausgeschlagener roter Flamme.“

### Partnerschaften
- Mitry-Mory, Frankreich (seit 1972)
- Astfeld, Gemeinde Sarntal, Südtirol (seit Ende 1971)

## Wirtschaft und Infrastruktur

### Verkehr
Durch die Gemeinde Schmelz verläuft die Bundesstraße 268, welche unter anderem die Hauptstadt des Saarlandes (Saarbrücken) mit dem in Rheinland-Pfalz gelegenen Trier verbindet. Darüber hinaus wurden in den letzten Jahren weitreichende Arbeiten am Straßenverkehrsnetz getätigt, wodurch Schmelz mittlerweile über drei Hauptverkehrskreisel und einen neu gestalteten Ortskern verfügt. Außerdem ist die Großgemeinde an das Nahverkehrsnetz der Kreisverkehrsbetriebe Saarlouis angebunden, womit den Ortsansässigen Verbindungen in alle größeren Städte der Umgebung zur Verfügung stehen.

### Firmen
- Gebr. Meiser (Limbach)
- Spig (Limbach)
- OBI (Schmelz)

### Bildungseinrichtungen

#### Kindertageseinrichtungen
- KiTa „St. Stephan“, in Schmelz-Bettingen[9]
- KiTa „Tabaluga“, in Hüttersdorf
- KiTa „Unterm Regenbogen“, in Schmelz-Limbach
- Katholischer Kindergarten „St. Josef“, in Schmelz-Außen
- KiTa „Kreuzerhöhung“, in Hüttersdorf

#### Grundschulen
- Stefanschule Schmelz mit Dependance Limbach[10]
- Johannesschule Hüttersdorf

#### Gemeinschaftsschule
- Kettelerschule Schmelz – Gemeinschaftsschule[10]

## Kultur und Sehenswürdigkeiten

Sehenswürdigkeiten
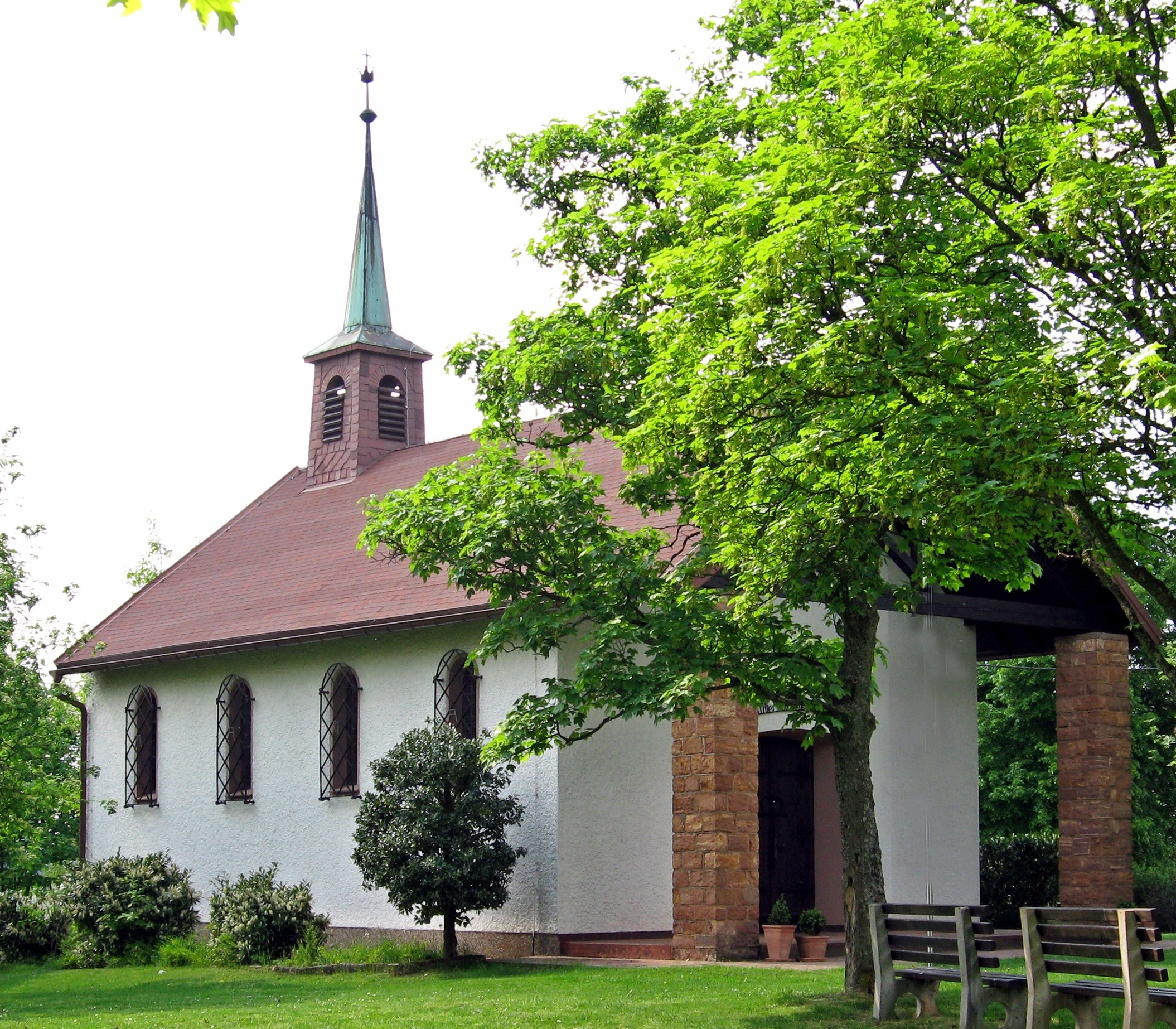
Kapelle auf Marienfried
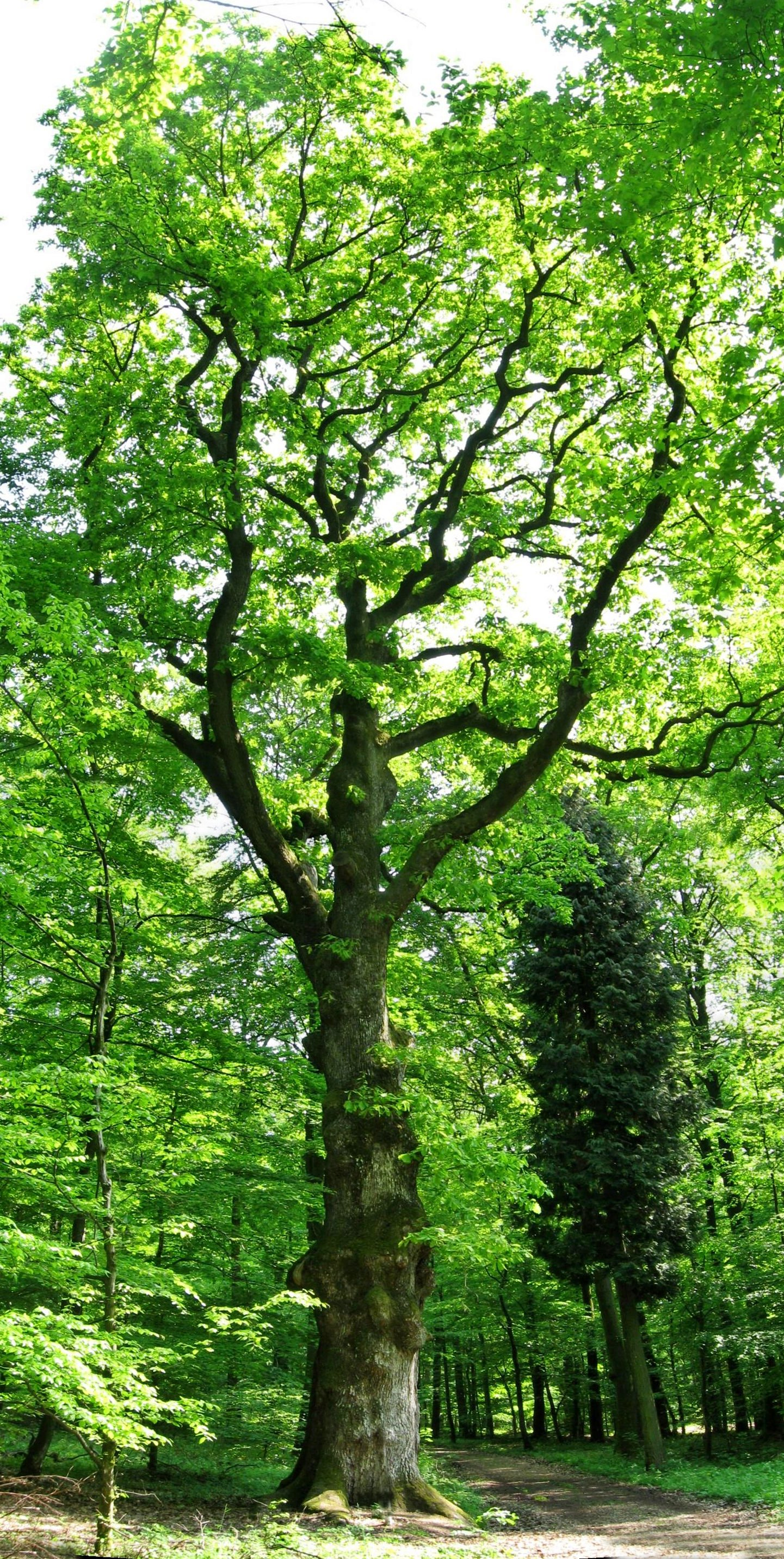
Dicke Eiche
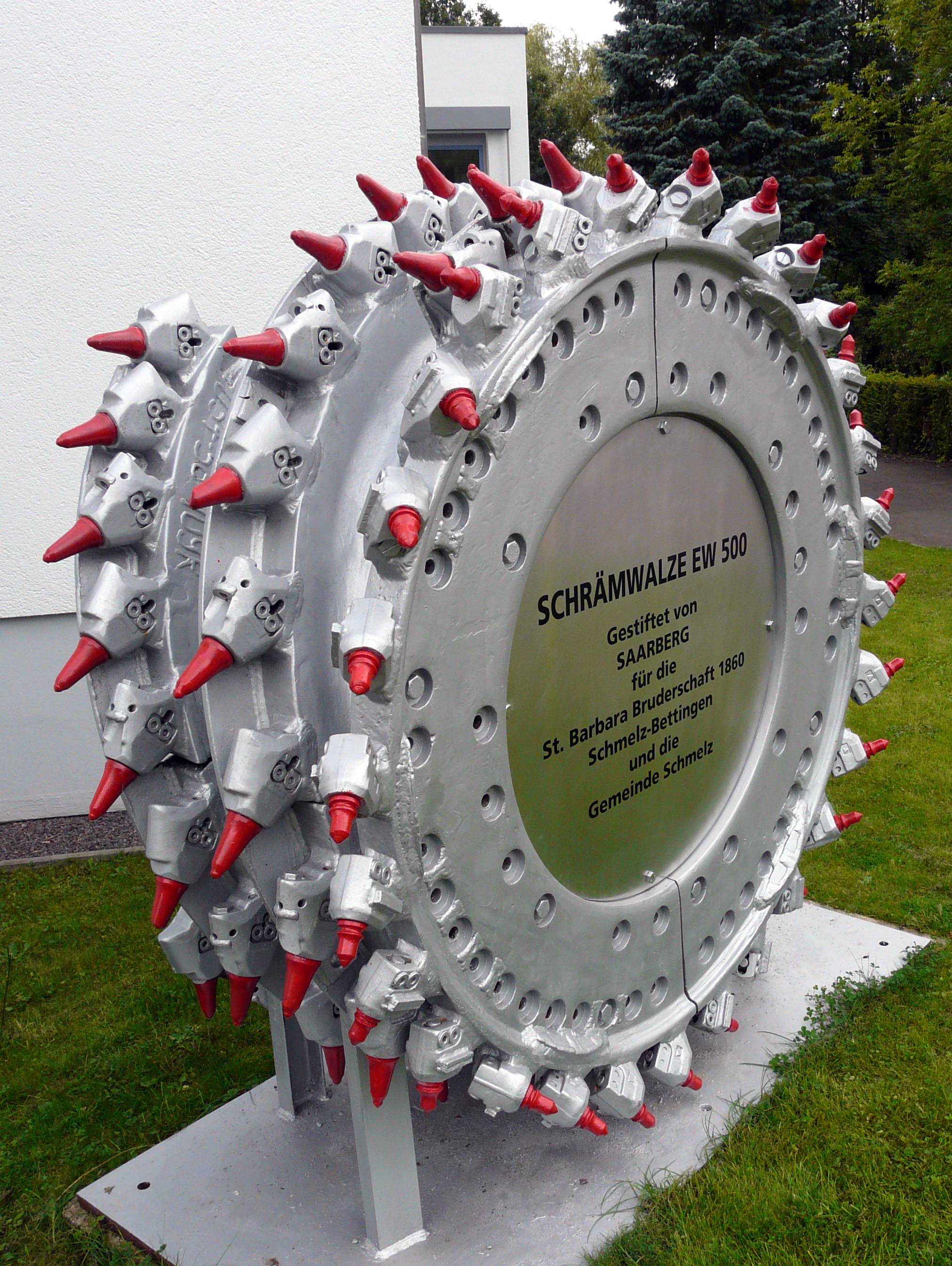
Schrämwalzen-Denkmal
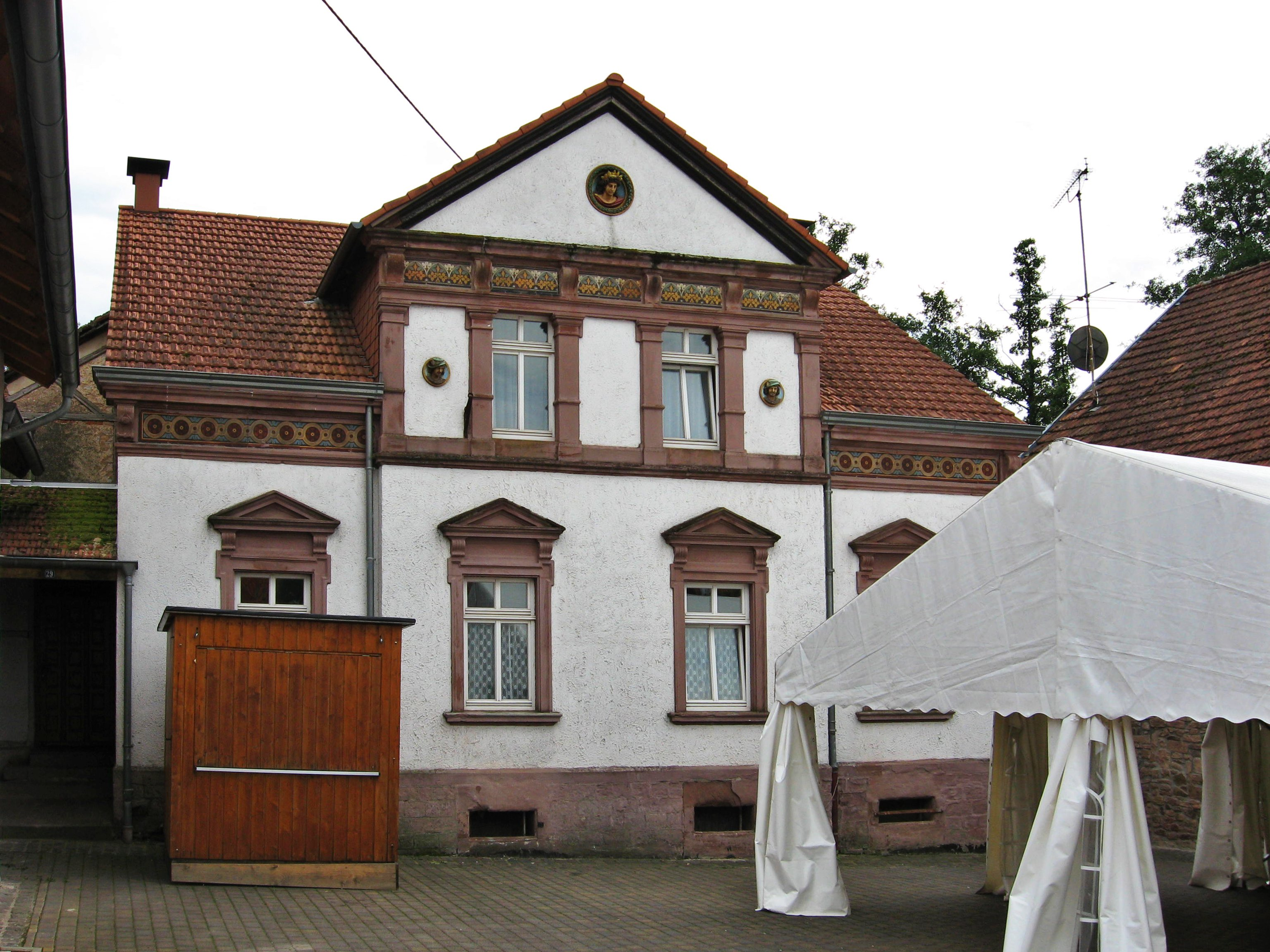
Bettinger Mühle
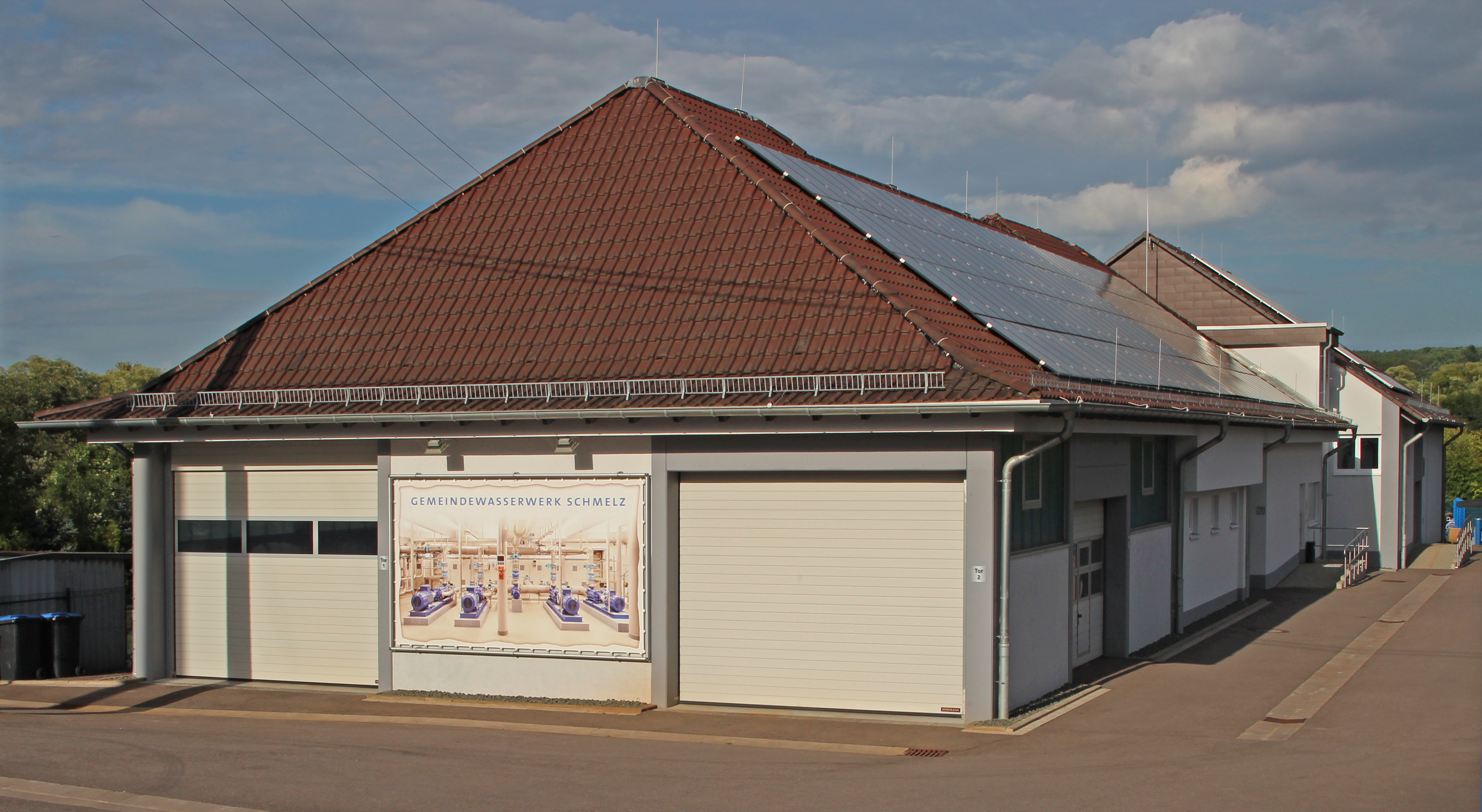
Wasserwerk mit Trompe-l’œil-Foto des Innenraumes
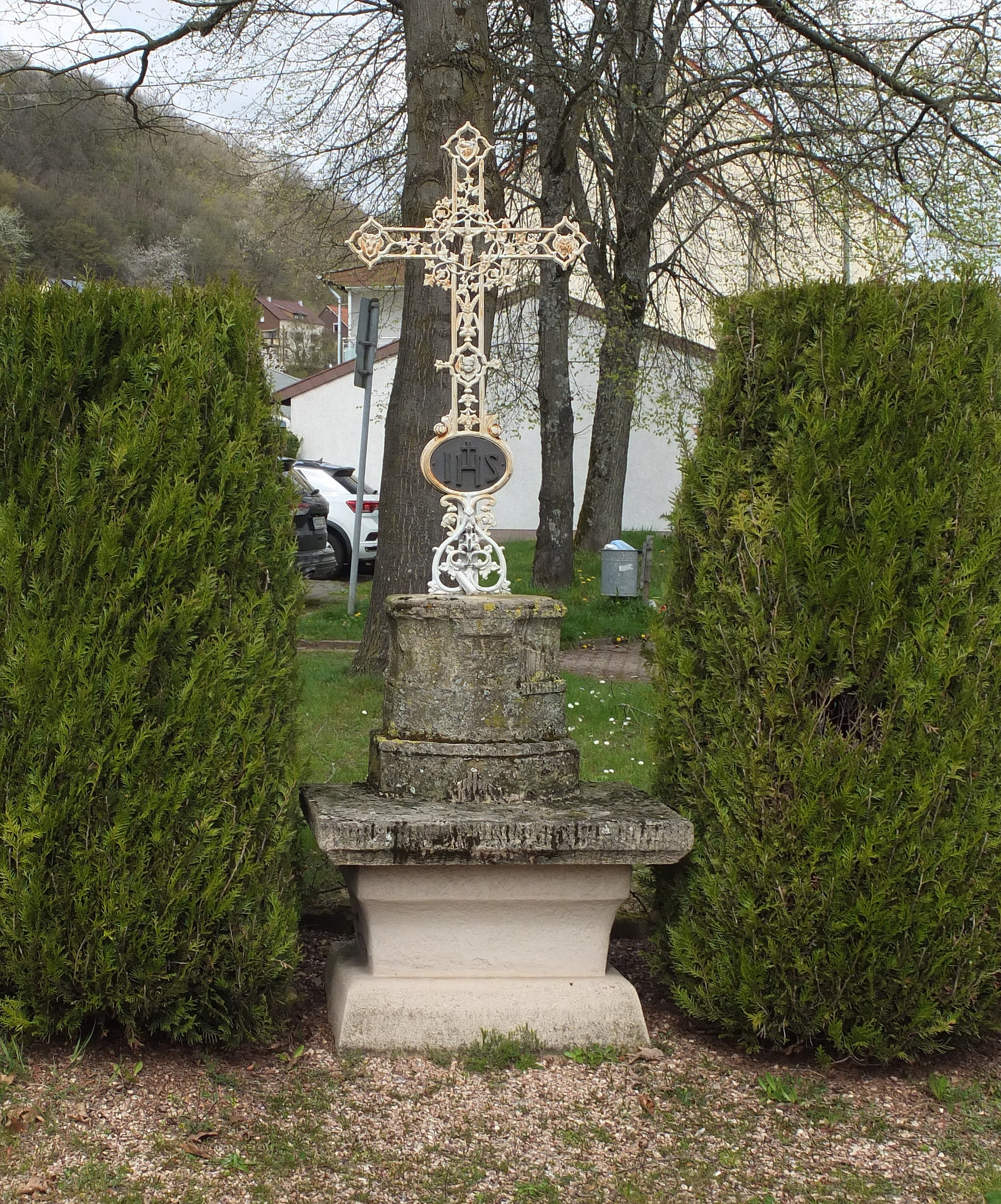
Wegekreuz

- Das Kulturdenkmal Bettinger Mühle ist ein Mühlenensemble mit Mühlengebäude, Wohnhaus, Werkstatt, Backhaus und Scheune, das vom Verein zur Erhaltung der Bettinger Mühle als Kulturzentrum wiederhergestellt wird.
- Der Mühlenberg bei Bettingen ist vermutlich der Rest einer mittelalterlichen Turmhügelburg.
- Der Außener Glockenturm ist ein Chorturm einer früheren, möglicherweise romanischen Kirche, aus dem 12. Jahrhundert. Er wurde restauriert und wird nun für religiöse Zwecke genutzt (Standort: Schmelz, Robert-Koch-Straße).
- Das Naturdenkmal Dicke Eiche ist eine ca. 380 Jahre alte Eiche im Großen Horst. Der Baum ist ein Relikt der Mittelwaldwirtschaft, die bis ca. 1850 betrieben wurde.
- Die Alte Kirche in Limbach[11] besteht aus vier Bauteilen, die zu verschiedenen Zeiten errichtet worden sind. Der älteste dieser vier Teile ist der spätromanische Turm. Neben einem ähnlichen Turm in der nahegelegenen Gemeinde Siersburg existiert im ganzen Kreis Saarlouis kein Bauwerk irgendwelcher Art, welches ein ähnlich hohes Alter erreicht. Im Buch Die Kunstdenkmäler des Kreises Saarlouis und des Kreises Ottweiler wird das 13. Jahrhundert als Entstehungszeit angegeben. Im 15. Jahrhundert wurde der Turm mit einem gotischen Fenster versehen und im Innern um ein gotisches Gewölbe erweitert. An der Innenwand sind Reste alter Bilder erhalten, die das Martyrium des hl. Sebastian darstellen.
Turm und Kirche haben den Dreißigjährigen Krieg überstanden. Der an den Turm angebaute Chor der Alten Kirche stammt wahrscheinlich noch aus der Zeit vor dem Dreißigjährigen Krieg.
- Die Birg bei Limbach ist eine keltische Wallanlage, die sich auf einer Erhebung eines Ausläufers des Großen Horstes befindet.[12]
- Die Hüttersdorfer Kapelle (Kapellenweg)
- Die Kirche Zur Schmerzhaften Muttergottes (Michelbach) wurde 1932 erbaut.
- Die Kapelle auf Marienfried (Renges) wurde 1949 erbaut und 1950 eingeweiht. Gebaut wurde die Kapelle aus Dankbarkeit, da es keine Verletzten bei einem Fliegerangriff auf einen voll besetzten Personenzug gab.

- Das Heidebad in Schmelz ist das größte Freibad der Umgebung mit 2 Schwimmerbecken, 1 Nichtschwimmerbecken, 1 Kleinkinderbecken,1 Sprungbecken mit 5 Sprungbrettern,1 Tauchbecken und einer 90 Meter langen Rutsche.[13]
- Engelgrundweiher in Hüttersdorf.[14]

Siehe auch: Liste der Baudenkmäler in Schmelz

## Klima

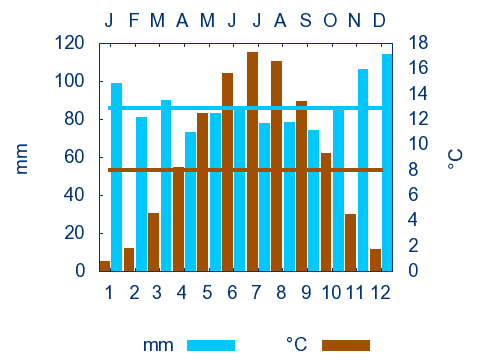
Klimadiagramm von Hüttersdorf

Der Jahresniederschlag beträgt 1048 mm und liegt damit im oberen Drittel der von den Messstellen des Deutschen Wetterdienstes erfassten Werte. Über 87 % zeigen niedrigere Werte an. Der trockenste Monat ist der April; am meisten regnet es im Dezember. Im niederschlagsreichsten Monat fällt ca. 1,6mal mehr Regen, als im trockensten Monat. Die jahreszeitlichen Niederschlagsschwankungen liegen im oberen Drittel. In 67 % aller Orte schwankt der monatliche Niederschlag weniger.

## Persönlichkeiten
- Karl Baus (1904–1994), katholischer Kirchenhistoriker und Patrologe
- Wolfgang „Ambrosius“ Leidinger (* 1958), Benediktiner, Leiter der Abtei Neuburg bei Heidelberg
- Roland Merten (* 1960), Erziehungswissenschaftler und Staatssekretär im Thüringer Ministerium für Bildung, Wissenschaft und Kultur
- Herman Rarebell (* 1949), ehemaliger Schlagzeuger der Scorpions, geboren in Hüttersdorf-Buprich
- Erwin Sinnwell (1929–2014), ehemaliger Minister für Wirtschaft, Verkehr und Landwirtschaft des Saarlandes im Kabinett Röder V
- Julia Eisentraut (* 1993), deutsche Informatikerin und Politikerin